# Sessions acoustiques
Albums de Sylvie Vartan
Vent d'ouest
(1992) Toutes les femmes ont un secret
(1996)
 Sessions acoustiques est le 31e album studio de Sylvie Vartan paru chez Philips en 1994. 
La chanteuse y reprend, sur de nouveaux arrangements plusieurs de ses anciens titres, auquel s'ajoute une reprise d'un titre de Johnny Hallyday Tes tendres années.

## Liste des titres
| No  | Titre                             | Paroles                   | Musique         | Durée |
| --- | --------------------------------- | ------------------------- | --------------- | ----- |
| 1.  | Moi je pense encore à toi         |                           |                 | 3:22  |
| 2.  | Tous mes copains                  |                           |                 | 2:20  |
| 3.  | Mr. John B.                       |                           |                 | 3:47  |
| 4.  | La plus belle pour aller danser   |                           |                 | 2:37  |
| 5.  | En écoutant la pluie              |                           |                 | 2:16  |
| 6.  | Sur un fil                        |                           |                 | 2:55  |
| 7.  | Cette lettre là                   |                           |                 | 3:22  |
| 8.  | J'ai fait un vœu                  |                           |                 | 2:59  |
| 9.  | Ne le déçois pas                  |                           |                 | 2:30  |
| 10. | L'homme en noir                   |                           |                 | 2:43  |
| 11. | Face au soleil                    |                           |                 | 1:46  |
| 12. | Ne t'en vas pas                   |                           |                 | 2:28  |
| 13. | La Maritza                        |                           |                 | 3:15  |
| 14. | Par amour, par pitié              |                           |                 | 3:13  |
| 15. | Tes tendres années (Tender Years) | Ralph Bernet (adaptation) | Darrell Edwards | 2:20  |